# Euderces batesi
Euderces batesi là một loài bọ cánh cứng trong họ Cerambycidae.